# Kasteel Haagsmeer

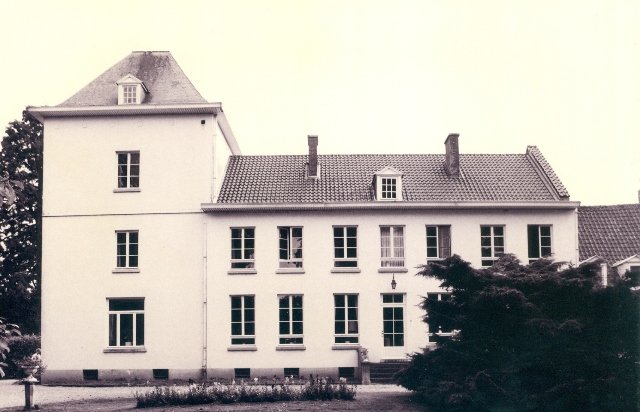
Kasteel Haagsmeer in Gors-Opleeuw

Het Kasteel Haagsmeer is een kasteel te Gors-Opleeuw, gelegen aan Haagsmeerstraat 40.
Het gaat hier om een jachtpaviljoen van het Kasteel van Opleeuw uit omstreeks 1890, dat in 1958 sterk werd verbouwd. Het oudste deel betreft een torenvormig bouwsel van drie bouwlagen onder tentdak, met een veel later aangebouwde vleugel. Vermoedelijk betrof het oorspronkelijk het woonhuis van de nabijgelegen hoeve.
Het geheel bevindt zich in een Engels park, waarin enkele oude bomen staan.
Dit kasteeltje ligt ten westen van het Bellevuebos. Het is niet toegankelijk.